# Blumhouse Productions
A Blumhouse Productions amerikai filmgyártó vállalat, melyet Jason Blum alapított.
Főként alacsony költségvetésű horrorfilmjeiről ismert, mint például az Insidious-filmek, a Széttörve, A bűn éjszakája, a Boldog halálnapot!, az Upgrade – Javított verzió, a Sinister, a Parajelenségek, a Halloween és Az ajándék.
Drámaibb hangvételű filmjei közé tartozik a Whiplash, a Tűnj el! és a Csuklyások – BlacKkKlansman, melyek több Oscar-jelölést kaptak. A Bloomhouse Igaz szívvel című tévéfilmje 2014-ben elnyerte a legjobb tévéfilmnek járó Primetime Emmy-díjat.
A Bloomhouse olyan rendezőkkel működött közre, mint Jordan Peele, James Wan, Mike Flanagan, James DeMonaco és M. Night Shyamalan.

## Filmek
| Év   | Eredeti cím                              | Magyar cím                              | Rendező                       | Mozibemutató          | Mozibemutató         | - Költségvetés - (dollár) | Bevétel (dollár) |
| Év   | Eredeti cím                              | Magyar cím                              | Rendező                       | Amerikai bemutató     | Magyar bemutató      | - Költségvetés - (dollár) | Bevétel (dollár) |
| ---- | ---------------------------------------- | --------------------------------------- | ----------------------------- | --------------------- | -------------------- | ------------------------- | ---------------- |
| 2006 | Griffin & Phoenix                        | Griffin és Phoenix                      | Ed Stone                      | 2006. november 20.    | n.a.                 | 500 000                   | 1,4 millió       |
| 2007 | The Fever                                | A láz                                   | Carlo Gabriel Nero            | 2007. június 13.      | n.a.                 | n.a.                      | n.a.             |
| 2007 | The Darwin Awards                        | Darwin-díj – Halni tudni kell!          | Finn Taylor                   | 2007. július 31.      | n.a.                 | n.a.                      | 309 408          |
| 2008 | Graduation                               | Érettségi                               | Mike Mayer                    | 2008. május 2.        | n.a.                 | n.a.                      | n.a.             |
| 2009 | Paranormal Activity                      | Parajelenségek                          | Oren Peli                     | 2009. szeptember 25.  | 2009. november 19.   | 15 000                    | 193,4 millió     |
| 2009 | The Accidental Husband                   | Férj és féleség                         | Griffin Dunne                 | 2009. november 10.    | 2009. augusztus 27.  | n.a.                      | 22,7 millió      |
| 2010 | Tooth Fairy                              | Fogtündér                               | Michael Lembeck               | 2010. január 22.      | n.a.                 | 48 millió                 | 112,5 millió     |
| 2010 | Paranormal Activity 2                    | Újabb parajelenségek                    | Tod Williams                  | 2010. október 22.     | 2010. október 21.    | 3 millió                  | 177,5 millió     |
| 2011 | Insidious                                | –                                       | James Wan                     | 2011. április 1.      | –                    | 1,5 millió                | 97 millió        |
| 2011 | Paranormal Activity 3                    | Parajelenségek 3.                       | Henry Joost Ariel Schulman    | 2011. október 21.     | 2011. október 20.    | 5 millió                  | 207 millió       |
| 2012 | The Babymakers                           | Papás-babás                             | Jay Chandrasekhar             | 2012. augusztus 3.    | 2013. szeptember 19. | n.a.                      | 475 511          |
| 2012 | Sinister                                 | Sinister                                | Scott Derrickson              | 2012. október 12.     | 2012. december 6.    | 3 millió                  | 87,7 millió      |
| 2012 | Paranormal Activity 4                    | Parajelenségek 4.                       | Henry Joost Ariel Schulman    | 2012. október 19.     | 2012. október 18.    | 5 millió                  | 142,8 millió     |
| 2012 | The Bay                                  | –                                       | Barry Levinson                | 2012. november 2.     | n.a.                 | 2 millió                  | 1,6 millió       |
| 2013 | Dark Skies                               | Sötét égboltok                          | Scott Stewart                 | 2013. február 22.     | n.a.                 | 3,5 millió                | 26,4 millió      |
| 2013 | The Lords of Salem                       | –                                       | Rob Zombie                    | 2013. április 19.     | n.a.                 | 1,5 millió                | 1,5 millió       |
| 2013 | The Purge                                | A bűn éjszakája                         | James DeMonaco                | 2013. június 7.       | 2013. szeptember 5.  | 3 millió                  | 89,3 millió      |
| 2013 | Insidious: Chapter 2                     | Insidious – A gonosz háza               | James Wan                     | 2013. szeptember 13.  | 2013. október 31.    | 5 millió                  | 161,9 millió     |
| 2013 | Plush                                    | –                                       | Catherine Hardwicke           | 2013. szeptember 13.  | n.a.                 | 2 millió                  | 28 864           |
| 2013 | Best Night Ever                          | –                                       | Jason Friedberg Aaron Seltzer | 2013. december 26.    | n.a.                 | n.a.                      | 289 511          |
| 2014 | Paranormal Activity: The Marked Ones     | Parajelenségek: A megjelöltek           | Christopher Landon            | 2014. január 3.       | n.a.                 | 5 millió                  | 90,9 millió      |
| 2014 | Oculus                                   | Oculus                                  | Mike Flanagan                 | 2014. április 11.     | 2014. augusztus 21.  | 5 millió                  | 44 millió        |
| 2014 | 13 Sins                                  | –                                       | Daniel Stamm                  | 2014. április 18.     | n.a.                 | 4 millió                  | 826 252          |
| 2014 | Not Safe for Work                        | Gyilkos iroda                           | Joe Johnston                  | 2014. május 9.        | n.a.                 | 2,5 millió                | n.a.             |
| 2014 | The Normal Heart                         | Igaz szívvel                            | Ryan Murphy                   | 2014. május 25. (HBO) | n.a.                 | n.a.                      | n.a.             |
| 2014 | The Purge: Anarchy                       | A megtisztulás éjszakája: Anarchia      | James DeMonaco                | 2014. július 18.      | 2014. július 17.     | 9 millió                  | 111,9 millió     |
| 2014 | Mockingbird                              | –                                       | Bryan Bertino                 | 2014. október 7.      | n.a.                 | n.a.                      | n.a.             |
| 2014 | Mercy                                    | Kegyelem                                | Peter Cornwell                | 2014. október 7.      | n.a.                 | n.a.                      | n.a.             |
| 2014 | Stretch                                  | Felnyomva                               | Joe Carnahan                  | 2014. október 7.      | n.a.                 | 5 millió                  | n.a.             |
| 2014 | Whiplash                                 | Whiplash                                | Damien Chazelle               | 2014. október 10.     | 2015. február 5.     | 3,3 millió                | 49 millió        |
| 2014 | The Town That Dreaded Sundown            | Rettegés alkonyat után                  | Alfonso Gomez-Rejon           | 2014. október 16      | n.a.                 | n.a.                      | n.a.             |
| 2014 | Ouija                                    | Ouija                                   | Stiles White                  | 2014. október 24.     | n.a.                 | 5 millió                  | 103,6 millió     |
| 2014 | Jessabelle                               | Jessabelle                              | Kevin Greutert                | 2014. november 7.     | 2014. november 13.   | n.a.                      | 7 millió         |
| 2015 | The Boy Next Door                        | A szomszéd fiú                          | Rob Cohen                     | 2015. január 23.      | 2015. március 26.    | 4 millió                  | 52,4 millió      |
| 2015 | The Lazarus Effect                       | A Lazarus-hatás                         | David Gelb                    | 2015. február 27.     | 2015. április 9.     | 3,3 millió                | 38,4 millió      |
| 2015 | Unfriended                               | Ismerős törlése                         | Leo Gabriadze                 | 2015. április 17.     | n.a.                 | 1 millió                  | 64,1 millió      |
| 2015 | Area 51                                  | 51-es körzet                            | Oren Peli                     | 2015. május 15.       | n.a.                 | 5 millió                  | 7 556            |
| 2015 | Insidious: Chapter 3                     | Insidious – Gonosz lélek                | Leigh Whannell                | 2015. június 5.       | 2015. június 18.     | 10 millió                 | 113 millió       |
| 2015 | Creep                                    | –                                       | Patrick Brice                 | 2015. június 23.      | n.a.                 | n.a.                      | n.a.             |
| 2015 | Exeter                                   | –                                       | Marcus Nispel                 | 2015. július 2.       | n.a.                 | n.a.                      | n.a.             |
| 2015 | The Gallows                              | Akasztófa                               | Chris Lofing Travis Cluff     | 2015. július 10.      | 2015. július 9.      | 100 000                   | 43 millió        |
| 2015 | The Gift                                 | Az ajándék                              | Joel Edgerton                 | 2015. augusztus 7.    | 2015. augusztus 13.  | 5 millió                  | 59 millió        |
| 2015 | Sinister 2                               | Sinister 2. – Az átkozott ház           | Ciaran Foy                    | 2015. augusztus 21.   | 2015. augusztus 20.  | 10 millió                 | 54,1 millió      |
| 2015 | The Visit                                | A látogatás                             | M. Night Shyamalan            | 2015. szeptember 11.  | n.a.                 | 5 millió                  | 98,5 millió      |
| 2015 | The Green Inferno                        | –                                       | Eli Roth                      | 2015. szeptember 25.  | n.a.                 | 5 millió                  | 12,9 millió      |
| 2015 | Paranormal Activity: The Ghost Dimension | Parajelenségek: Szellemdimenzió         | Gregory Plotkin               | 2015. október 23.     | n.a.                 | 10 millió                 | 78,9 millió      |
| 2015 | Jem and the Holograms                    | Jem and the Holograms                   | Jon M. Chu                    | 2015. október 23.     | n.a.                 | 5 millió                  | 2,3 millió       |
| 2016 | Visions                                  | Visions                                 | Kevin Greutert                | 2016. január 19.      | n.a.                 | n.a.                      | 1 millió         |
| 2016 | Curve                                    | Kanyar                                  | Iain Softley                  | 2016. január 19.      | n.a.                 | n.a.                      | n.a.             |
| 2016 | The Veil                                 | A lepel                                 | Phil Joanou                   | 2016. január 19.      | n.a.                 | 4 millió                  | n.a.             |
| 2016 | Martyrs                                  | Martyrs                                 | Kevin Goetz Michael Goetz     | 2016. január 22.      | n.a.                 | 1 millió                  | 397 072          |
| 2016 | Hush                                     | Hush                                    | Mike Flanagan                 | v2016. április 8.     | n.a.                 | 1 millió                  | n.a.             |
| 2016 | The Darkness                             | The Darkness                            | Greg McLean                   | 2016. május 13.       | n.a.                 | 4 millió                  | 10,9 millió      |
| 2016 | The Purge: Election Year                 | A megtisztulás éjszakája: Választási év | James DeMonaco                | 2016. július 1.       | n.a.                 | 10 millió                 | 118,6 millió     |
| 2016 | Viral                                    | Viral                                   | Henry Joost Ariel Schulman    | 2016. július 29.      | n.a.                 | n.a.                      | 551 760          |
| 2016 | In a Valley of Violence                  | Az erőszak völgye                       | Ti West                       | 2016. október 21.     | n.a.                 | n.a.                      | 61 797           |
| 2016 | Ouija: Origin of Evil                    | Ouija: A gonosz eredete                 | Mike Flanagan                 | 2016. október 21.     | n.a.                 | 9 millió                  | 81,7 millió      |
| 2016 | Incarnate                                | A démon arca                            | Brad Peyton                   | 2016. december 2.     | 2016. december 8.    | 5 millió                  | 9 millió         |
| 2017 | Split                                    | Széttörve                               | M. Night Shyamalan            | 2017. január 20.      | 2017. január 19.     | 9 millió                  | 278,5 millió     |
| 2017 | The Resurrection of Gavin Stone          | The Resurrection of Gavin Stone         | Dallas Jenkins                | 2017. január 20.      | n.a.                 | 2 millió                  | 2,3 millió       |
| 2017 | Get Out                                  | Tűnj el!                                | Jordan Peele                  | 2017. február 24.     | 2017. április 20.    | 4,5 millió                | 255,2 millió     |
| 2017 | The Belko Experiment                     | A Belko-kísérlet                        | Greg McLean                   | 2017. március 17.     | n.a.                 | 5 millió                  | 11,1 millió      |
| 2017 | Sleight                                  | Sleight                                 | J.D. Dillard                  | 2017. április 28.     | n.a.                 | 250 000                   | 4 millió         |
| 2017 | Lowriders                                | Lowriders                               | Ricardo de Montreuil          | 2017. május 12.       | n.a.                 | 916 000                   | 6,3 millió       |
| 2017 | Birth of the Dragon                      | A Sárkány születése                     | George Nolfi                  | 2017. augusztus 25.   | n.a.                 | n.a.                      | 7,2 millió       |
| 2017 | Happy Death Day                          | Boldog halálnapot!                      | Christopher Landon            | 2017. október 13.     | 2017. november 16.   | 4,8 millió                | 122,6 millió     |
| 2017 | Creep 2                                  | Creep 2                                 | Patrick Brice                 | 2017. október 24.     | n.a.                 | n.a.                      | n.a.             |
| 2017 | Amityville: The Awakening                | Amityville: Az ébredés                  | Franck Khalfoun               | 2017. október 28.     | 2017. augusztus 24.  | n.a.                      | 7,7 millió       |
| 2017 | Like.Share.Follow.                       | Like.share.follow – A rajongó           | Glenn Gers                    | 2017. október 31.     | n.a.                 | n.a.                      | n.a.             |
| 2017 | Totem                                    | Totem                                   | Marcel Sarmiento              | 2017. október 31.     | n.a.                 | n.a.                      | n.a.             |
| 2018 | Insidious: The Last Key                  | Insidious – Az utolsó kulcs             | Adam Robitel                  | 2018. január 5.       | 2018. január 4.      | 10 millió                 | 167,7 millió     |
| 2018 | Benji                                    | Benji                                   | Brandon Camp                  | 2018. március 16.     | n.a.                 | 6 millió                  | n.a.             |
| 2018 | Family Blood                             | Family Blood                            | Sonny Mallhi                  | 2018. március 16.     | n.a.                 | n.a.                      | n.a.             |
| 2018 | Blumhouse's Truth or Dare                | Felelsz vagy mersz                      | Jeff Wadlow                   | 2018. április 13.     | 2018. június 21.     | 3,5 millió                | 94,8 millió      |
| 2018 | Stephanie                                | Stephanie                               | Akiva Goldsman                | 2018. április 17.     | n.a.                 | n.a.                      | n.a.             |
| 2018 | Delirium                                 | Delirium                                | Dennis Iliadis                | 2018. május 22.       | n.a.                 | n.a.                      | 377 679          |
| 2018 | Upgrade                                  | Upgrade – Javított verzió               | Leigh Whannell                | 2018. június 1.       | n.a.                 | 3 millió                  | 12,5 millió      |
| 2018 | The First Purge                          | A megtisztulás éjszakája: A sziget      | Gerard McMurray               | 2018. július 4.       | n.a.                 | 13 millió                 | 122 millió       |
| 2018 | Unfriended: Dark Web                     | Ismerős törlése: Sötét Web              | Stephen Susco                 | 2018. július 20.      | n.a.                 | 1 millió                  | 8,7 millió       |
| 2018 | The Keeping Hours                        | Őrzött idő                              | Karen Moncrieff               | 2018. július 24.      | n.a.                 | n.a.                      | n.a.             |
| 2018 | BlacKkKlansman                           | Csuklyások – BlacKkKlansman             | Spike Lee                     | 2018. augusztus 10.   | 2018. szeptember 27. | 15 millió                 | 3,6 millió       |
| 2018 | Halloween                                | Halloween                               | David Gordon Green            | 2018. október 19.     | 2018. október 25.    | 10 millió                 | 253,7 millió     |
| 2018 | Cam                                      | Cam                                     | Daniel Goldhaber              | 2018. november 6.     | n.a.                 | 1 millió                  | n.a.             |
| 2019 | Glass                                    | Üveg                                    | M. Night Shyamalan            | 2019. január 18.      | 2019. január 17.     | 20 millió                 | 241,8 millió     |
| 2019 | Happy Death Day 2U                       | Boldog halálnapot! 2.                   | Christopher Landon            | 2019. február 13.     | 2019. február 14.    | 9 millió                  | 44,7 millió      |

## Közelgő filmek
| Év   | Eredeti cím                                   | Magyar cím       | Rendező                   | Amerikai bemutató    | Magyar bemutató |
| ---- | --------------------------------------------- | ---------------- | ------------------------- | -------------------- | --------------- |
| 2019 | Us                                            | Mi               | Jordan Peele              | 2019. március 15.    | n.a.            |
| 2019 | Thriller                                      | Thriller         | Dallas Jackson            | 2019. március 31.    | n.a.            |
| 2019 | Stockholm                                     | Stockholm        | Robert Budreau            | 2019. április 12.    | n.a.            |
| 2019 | Ma                                            | Mami             | Tate Taylor               | 2019. május 31.      | 2019. május 30. |
| 2019 | The Hunt                                      | Vadászat         | Craig Zobel               | 2019. szeptember 27. | n.a.            |
| 2020 | Fantasy Island                                | A vágyak szigete | Jeff Wadlow               | 2020. február 28.    |                 |
| 2021 | Spooky Jack                                   | Spooky Jack      |                           | 2021. szeptember 17. | n.a.            |
| n.a. | Only You                                      | n.a.             | Jacob Estes               | n.a.                 | n.a.            |
| n.a. | The Gallows Act II                            | Akasztófa 2.     | Chris Lofing Travis Cluff | n.a.                 | n.a.            |
| n.a. | Hurt                                          | n.a.             | Sonny Mallhi              | n.a.                 | n.a.            |
| n.a. | Boogeyman Pop                                 | n.a.             | Brad Michael Elmore       | n.a.                 | n.a.            |
| n.a. | Seven in Heaven                               | n.a.             | Chris Eigeman             | n.a.                 | n.a.            |
| n.a. | Once Upon a Time in Staten Island             | n.a.             | James DeMonaco            | n.a.                 | n.a.            |
| n.a. | Prey                                          | n.a.             | Franck Khalfoun           | n.a.                 | n.a.            |
| n.a. | Sweetheart                                    | n.a.             | J.D. Dillard              | n.a.                 | n.a.            |
| n.a. | Between Earth and Sky                         | n.a.             | Veena Sud                 | n.a.                 | n.a.            |
| n.a. | The American Way: Those Above and Those Below | n.a.             | John Ridley               | n.a.                 | n.a.            |
| n.a. | You Should Have Left                          | n.a.             | David Koepp               | n.a.                 | n.a.            |
| n.a. | Stoner                                        | n.a.             | Joe Wright                | n.a.                 | n.a.            |
| n.a. | Five Nights at Freddy's                       | n.a.             | Emma Tammi                | 2024                 | n.a.            |
| n.a. | Spawn                                         | n.a.             | Todd McFarlane            | n.a.                 | n.a.            |
| n.a. | Adopt a Highway                               | n.a.             | Logan Marshall-Green      | n.a.                 | n.a.            |
| n.a. | Bloodline                                     | n.a.             | Henry Jacobson            | n.a.                 | n.a.            |
| n.a. | Fantasy Island                                | n.a.             | Jeff Wadlow               | n.a.                 | n.a.            |
| n.a. | The Lie                                       | n.a.             | Veena Sud                 | n.a.                 | n.a.            |
| n.a. | Relive                                        | n.a.             | Jacob Aaron Estes         | n.a.                 | n.a.            |

## Fordítás
- Ez a szócikk részben vagy egészben  a   Blumhouse Productions című angol Wikipédia-szócikk fordításán alapul.  Az eredeti cikk szerkesztőit annak laptörténete sorolja fel. Ez a jelzés csupán a megfogalmazás eredetét és a szerzői jogokat jelzi, nem szolgál a cikkben szereplő információk forrásmegjelöléseként.